# 潘妮·马歇尔
卡洛兒·潘妮·馬歇爾（英語：Carole Penny Marshall，1943年10月15日—2018年12月17日）是一名美国女性演员、导演和制片人。潘妮·马歇尔因在1970年代出演电视情景喜剧《拉文与雪莉》而受到关注，并因饰演其中的角色拉文·德法西奥（Laverne DeFazio）而三度获得金球奖最佳音乐及喜剧类剧集女主角奖提名。
随后，潘妮·马歇尔开始涉足电影导演事业，并于1986年完成了其导演处女作《东西战争》。1988年，潘妮·马歇尔执导了由汤姆·汉克斯主演的电影《飞进未来》，这是美国影史上首部由女性执导并票房过亿的电影。 她此后执导的电影作品包括：《无语问苍天》（1990年），该片曾获奥斯卡最佳影片提名；《红粉联盟》（1992年）；《天兵总动员》（1994年）；《天使保镖》（1996年）及《与男孩同车》（2001年）等。同时，潘妮·马歇尔还参与了电影《铁拳男人》（2005年）和《家有仙妻》（2005年）的制片工作，并参与了电视剧《老爸说了算》和《倒错人生》部分剧集的导演工作。

## 早年生活
卡洛兒·潘妮·马歇尔于1943年10月15日出生在美国纽约州纽约市的布朗克斯。她的母親名叫玛乔丽·艾琳（Marjorie Irene），其婚前姓氏为“华德”（Ward），是玛乔丽·马歇尔舞蹈学校（Marjorie Marshall Dance School）的经营者和踢踏舞老师；而她的父亲名叫安东尼·马夏雷利（Anthony Masciarelli），后将姓氏改为“马歇尔”，是一位赞助电影导演而随后转为制片人。 潘妮·马歇尔的大哥是演员、导演兼电视制片人的盖瑞·马歇尔；而她的姐姐则是电视制片人罗尼·哈林（Ronny Hallin）。卡洛兒·潘妮·马歇爾的名字卡洛兒来自她母亲最爱的女演员卡洛兒·隆巴德；而她的中间名“潘妮”则是来自“零花钱”（Pennise），起因是潘妮·马歇尔的姐姐将潘妮的零花钱花掉来满足自己在布朗克斯骑马的愿望，而潘妮的母亲为了安抚潘妮则用了这个名字。
潘妮·马歇尔的父亲拥有意大利血统，他和他的家人来自阿布鲁佐大区； 而潘妮·马歇尔的母亲则拥有德国、英格兰与苏格兰多国血统。 在潘妮·马歇尔出生之后，她的父亲将他们家庭的姓氏从“马夏雷利”（Masciarelli）改为“马歇尔”。 宗教在马歇尔的童年生涯里并没有扮演什么角色。潘妮·马歇尔的兄长盖瑞·马歇尔是一名圣公宗信徒；而她的姐姐则是路德宗信徒；可她本人却是公理宗信徒。这是由于“（母亲）常常将我们带到一个有大厅的地方，她常常在这里举办独舞会。如果她不需要表演空间，我们也不会因此产生困扰。”

## 私人境况
在大學期間，馬歇爾遇到了一名足球運動員邁克爾·亨利（Michael Henry），並於1963年與他結婚，享年20歲。 他們在1964年生了一個女兒，名叫特雷西（ Tracy Reiner ）。 婚姻持續了三年。 
1971年4月10日， 馬歇爾與演員/導演羅伯·賴納（Rob Reiner）結婚，後者後來收養了特雷西（Tracy）。 她與Reiner的婚姻於1981年結束； 這對夫婦有五個孫子。 
馬歇爾（Marshall）在1980年代中期與歌手Art Garfunkel建立了短暫的關係，他認為她可以幫助他度過抑鬱症。 
馬歇爾於1963年懷孕後流產。2010年，據報導，馬歇爾被診斷出患有肺癌 ，並已轉移到她的大腦，但兩年後她“現在很好”。 康復後，她出版了回憶錄《 我的母親是堅果》。

## 逝世影响
馬歇爾於2018年12月17日在洛杉磯去世，享年75歲。根據她的死亡證明，原因是心肺功能衰竭， 動脈粥樣硬化性心血管疾病和1型糖尿病 。   
馬歇爾去世後，她的前夫羅布·賴納 （ Rob Reiner ）到Twitter上說：“我愛潘妮。我與她一起長大。她出生時有一份很棒的禮物。她出生時有一根滑稽的骨頭，而且天生就喜歡用它。我很幸運能和她和她的滑稽骨一起生活。我會想念她的。”
廣播員丹·拉瑟（Dan Rather）發推文：“哀悼失去有趣，淒美和原始的美國聲音。潘妮·馬歇爾（Penny Marshall）是電視領域的先驅，大銀幕理解幽默來自多種形式，生活中更深層的真相需要大笑。她會笑被錯過。” 
曾經的聯合主演羅恩·霍華德 （ Ron Howard）和後來成為著名電影導演的演員一樣，在推特上說：“她很有趣，也很聰明。她輕鬆地從情景喜劇明星過渡到了List電影導演並且對這兩種媒體都產生了重大影響。所有這些都讓我輕鬆，有趣且完全自以為是。我很幸運認識並與她合作。” 
美國職業棒球大聯盟（Major League Baseball）在推特上發表了以下聲明：“我們加入棒球社區，以哀悼自己的聯賽主席Penny Marshall 的去世 。” 
馬歇爾死後的第二天， 拉弗恩與雪莉 （ Laverne＆Shirley）的聯合主演辛迪·威廉姆斯 （ Cindy Williams）在Twitter上分享了一條消息，簡單地說：“我愛你，合作夥伴”。 在一行文字的下面是一個熟悉的草書“ L” 首字母的圖像 。 在系列的運行中，馬歇爾讓衣櫃部門在她大部分角色拉弗恩的襯衫和毛衣上縫上了“ L”字。 
馬歇爾被安葬在森林草坪紀念公園（好萊塢山） 。 她的Laverne角色的“ L”字樣刻在墓碑的底部。

## 影视作品

### 电视剧

#### 导演身份
| 拍摄年份       | 拍摄作品               | 执导分集                   |
| -------------- | ---------------------- | -------------------------- |
| 1979年         | 《告诉我，你怎么死的》 |                            |
| 1979年－1981年 | 《拉文与雪莉》         | /                          |
| 1987年         | 《特蕾西·厄尔曼秀》    | 参与一集拍摄，无官方名称。 |
| 1993年         | 《喜剧对抗赛》         | [ 15 ]                     |
| 2009年         | 《老爸说了算》         | /                          |
| 2010年－2011年 | 《倒错人生》           | Explosive Diorama / Wheels |

## 奖项提名
| 年份   | 奖项             | 提名类别                     | 被提名作品     | 结果 | 备注   |
| ------ | ---------------- | ---------------------------- | -------------- | ---- | ------ |
| 1978年 | 金球奖           | 最佳音乐及喜剧类剧集女主角奖 | 《拉文与雪莉》 | 提名 | [ 16 ] |
| 1979年 | 金球奖           | 最佳音乐及喜剧类剧集女主角奖 | 《拉文与雪莉》 | 提名 | [ 16 ] |
| 1979年 | 超恶心最糟电影奖 | 最糟糕虚假口音女演员奖       | 《一九四一》   | 提名 | [ 16 ] |
| 1980年 | 金球奖           | 最佳音乐及喜剧类剧集女主角奖 | 《拉文与雪莉》 | 提名 | [ 16 ] |
| 1988年 | 威尼斯电影节     | 儿童与电影奖－特别提及       | 《飞进未来》   | 提名 | [ 16 ] |
| 1989年 | 雨果奖           | 最佳戏剧演出                 | 《飞进未来》   | 提名 | [ 16 ] |
| 1990年 | 土星奖           | 最佳导演                     | 《飞进未来》   | 獲獎 | [ 16 ] |

### 脚注
1. ↑  中文译名参考自美国之音报道《影迷悼念好莱坞明星潘妮·马歇尔》。
2. ↑  中文译名参考自法国国际广播电台报道《飞进未来女导演过世 享寿75岁》。

### 出典
1. 1 2  Page semi-protected Penny Marshall. . Boston(USA): Houghton Mifflin Harcourt. 2012: 10  [2018-12-21]. ISBN 9780547892627.
2. 1 2  . 法国国际广播电台. 法新社.   [2018-12-21]. （原始内容存档于2018-12-21）.
3. 1 2  . 美国之音中文网. 美国之音.   [2018-12-21]. （原始内容存档于2019-04-05）.
4. ↑  . 联合早报.   [2018-12-21]. （原始内容存档于2019-04-05）.
5. ↑  .   [2018-12-21]. （原始内容存档于2018-07-19）.
6. ↑  . Kentucky New Era. 1977-06-24: 10.
7. ↑  LaSalle, Mick. . The San Francisco Chronicle. 2006-05-26  [2022-01-11]. （原始内容存档于2011-09-15）.
8. ↑  An Interview with the Cast of Keeping up with the Steins 的存檔，存档日期2007-04-18.
9. ↑  Ancestry of Penny Marshall at Genealogy.com 的存檔，存档日期2007-07-14.
10. ↑  .   [2018-12-21]. （原始内容存档于2017-10-15）.
11. ↑  Peter Canavese. . GrouchoReviews.   [2018-12-21]. （原始内容存档于2007-08-20）.
12. ↑  Page semi-protected Penny Marshall. . Boston(USA): Houghton Mifflin Harcourt. 2012: 4  [2018-12-21]. ISBN 9780547892627.
13. ↑  Page semi-protected Penny Marshall. . Boston(USA): Houghton Mifflin Harcourt. 2012: 18  [2018-12-21]. ISBN 9780547892627.
14. 1 2 3  Carmel Dagan. . 综艺.   [2018-12-23]. （原始内容存档于2018-12-18）.
15. ↑  . 电视指南.   [2018-12-23]. （原始内容存档于2019-10-10）.
16. 1 2 3 4 5 6 7  . IMDb.   [2018-12-21]. （原始内容存档于2016-10-21）.